# Лети песмо лети
Лети песмо лети је фестивал музичког стваралаштва за децу Словака у Војводини.

## Историјат
Фестивал има за циљ да подстиче музичко стваралаштво различитих жанрова вокално-инструменталне музике за децу, као и стварање нове музичке продукције за децу.
Фестивал је први пут организован 1991. године и на почетку је имао локални карактер. Касније је прерастао у фестивал покрајинског карактера, на којем учествују словачка деца из целе Војводине. Фестивал се одржава у октобру у Дому културе у Ковачици. Солисте прати велики дечији хор и музички оркестар, а стручни жири оцењује најбољу интерпретацију, композицију и текст.